# 韻集
《韻集》是僅晚於《聲類》的早期古代韻書，由西晉時期呂靜所著。

## 歷史
《韻集》已經佚失，它的若干逸文散見於古文獻中。魏江式《上古今文字源流表》說：“忱弟靜別仿故左校令李登《聲類》之法，作《韻集》五卷，宮、商、角、徵、羽各為一篇。”
唐寫本《王仁昫刊謬補缺切韻》韻目的小注裡，有陸法言《切韻》以前五家韻書分韻異同的記載，其中有呂靜《韻集》的情況。參與修訂《切韻》的顏之推在《顏氏家訓·音辭篇》裡批評呂靜“成、仍、宏、登合成兩韻，為、奇、益、石分作四章”。這說明《韻集》跟《切韻》分韻存有分歧。